# Ромеро, Хулиан
Хулиан Ромеро де Ибаррола (исп. Julián Romero de Ibarrola; род. в 1518 году в Уэламо, Испания — ум. 13 октября 1577 года в Фелиццано, Савойское герцогство) — испанский военачальник XVI века. Участвовал в различных конфликтах в Англии, Италии, Священной Римской империи, Средиземноморье и Испанских Нидерландах. Был рыцарем Сантьяго и членом Военного совета во Фландрии.
Долгая и активная Ромеро карьера, в которой он потерял глаз, руку, ногу и ухо, принесла ему международную известность как героического, несокрушимого солдата. Непримечательный по происхождению, он также выделялся тем, что был необычным примером простого человека, поднявшегося от рядового до маэстро де кампо (в переводе с исп. — «полевой командир») только за заслуги. В Испании его чествовали как El de las Hazañas.

## Биография
Ромеро родился в Уэламо в испанской провинция Куэнка в бедной ла-манчской семье, претендовавшей, как и многие в Испании в то время, на дворянское происхождение. В испанскую армию вступил в возрасте 15 или 16 лет и первоначально служил во Фландрии барабанщиком, потом пикинёром. В 1535 году вместе с другими солдатами Ромеро отправился на свою первую войну, приняв участие в походе против пирата Хайреддина Барбароссы, который закрепился на территории современного Туниса, откуда при содействии французов грабил города на побережье Италии.
После Туниса несколько лет служил солдатом в Италии. В 1544 году участвовал в осаде Сен-Дизье, после чего отправился в Дувр, а затем в Плимут, где поступил на службу к королю Англии Генриху VIII в качестве наёмника. В те годы хорошие отношения между испанским и английским королями позволили Англии привлечь на службу несколько отрядов испанских профессиональных солдат: Педро де Гамбоа, Педро Негро, Кристобаля Диаса, Алонсо де Вильясирги, Луиса де Ногера и других, получивших за свои заслуги титулы и пенсии.
К 1547 году он был частью испанских наёмных сил Педро де Гамбоа, командуя подразделением в качестве сержанта или капитана в битве при Пинки, как союзник англичан в их войне с Шотландией, известной как «Грубое ухаживание». Английский король Генрих VIII был настолько впечатлен действиями Ромеро, что сделал его баннеретом с ежегодной пенсией в 150 фунтов стерлингов. Весной 1549 года Ромеро был захвачен в плен в Колдингеме (Скоттиш-Бордерс) во время осады Хаддингтона. В мае 1549 года он был освобождён и размещён в Чесвике в Нортамберленде.
15 июля 1546 года, во время подписания мира между Генрихом VIII и Франциском I Французским во дворце Фонтенбло, Ромеро представлял Генриха VIII на дуэли с Кристобалем де Мора, солдатом из его отряда, который перешёл на сторону Франциска I. Во время трёхчасовой дуэли Ромеро потерял меч и копье, а его лошадь была убита под ним, но он сумел заставить Мора спешиться и повалил его на землю, где сразил своим кинжалом. За свою победу он получил подарки от обоих королей.
Вскоре отношения Англии и Испании испортились и Ромеро вместе с другими испанскими наёмниками был отозван домой, где власти признали его капитанский чин, полученный в Англии. Сражался в Итальянской войне 1551–1559 годов на стороне испанских Габсбургов против французских Валуа, где отличился в битве при Сен-Кантене (1557), за что был произведён в рыцари Ордена Сантьяго.
В 1565 году он находился на Сицилии, но в следующем году герцог Альба сделал его маэстро де кампо Сицилийской терции, и он сопровождал герцога в Нидерланды, чтобы подавить восстание голландцев. В 1568 году командовал стражей при казни графов Эгмонта и Горна.
В августе 1572 года Филипп II назначил Ромеро членом Военного совета во Фландрии.
Ромеро сражался при осаде Монса (1572), где ему почти удалось убить предводителя восставших Нидерландов Вильгельма Молчаливого в дерзком набеге на голландский лагерь. Он также присутствовал при резне в Нардене (1572) и осаде Харлема (1572—1573), во время которой Ромеро потерял глаз. В 1574 году он не смог захватить Мидделбург после поражения в битве при Реймерсвале, а в 1576 году участвовал в разграблении Антверпена.
По Эдикту 1577 года большая часть испанских войск была выведена из Нидерландов и в дальнейшем Ромеро служил в итальянской Кремоне. Он умер от инсульта в Фелиццано близ Алессандрии (Пьемонт), когда командовал переводом испанских войск обратно на территории испанской короны. Похоронен в Алессандрии в церкви Сан-Джакомо-делла-Виттория.

## Семья
Отец — Педро де Ибаррола, мастер-строитель из Пуэбла-де-Аулестиа (Бискайя), мать — Хуана Ромеро из Уэламо. Ромеро был женат на Марии Гайтан, от которой у него родилась единственная дочь Франциска Ромеро, крещённая в мае 1571 года. Во Фландрии у него было как минимум трое внебрачных детей: молодой человек, умерший солдатом в 1574 году, дочь по имени Хулиана Ромеро (замужем за капитаном одной из терций Франсиско дель Арко Торральба, погиб при осаде Остенде в 33 года) и сын по имени Педро де Ибаррола.

## Память

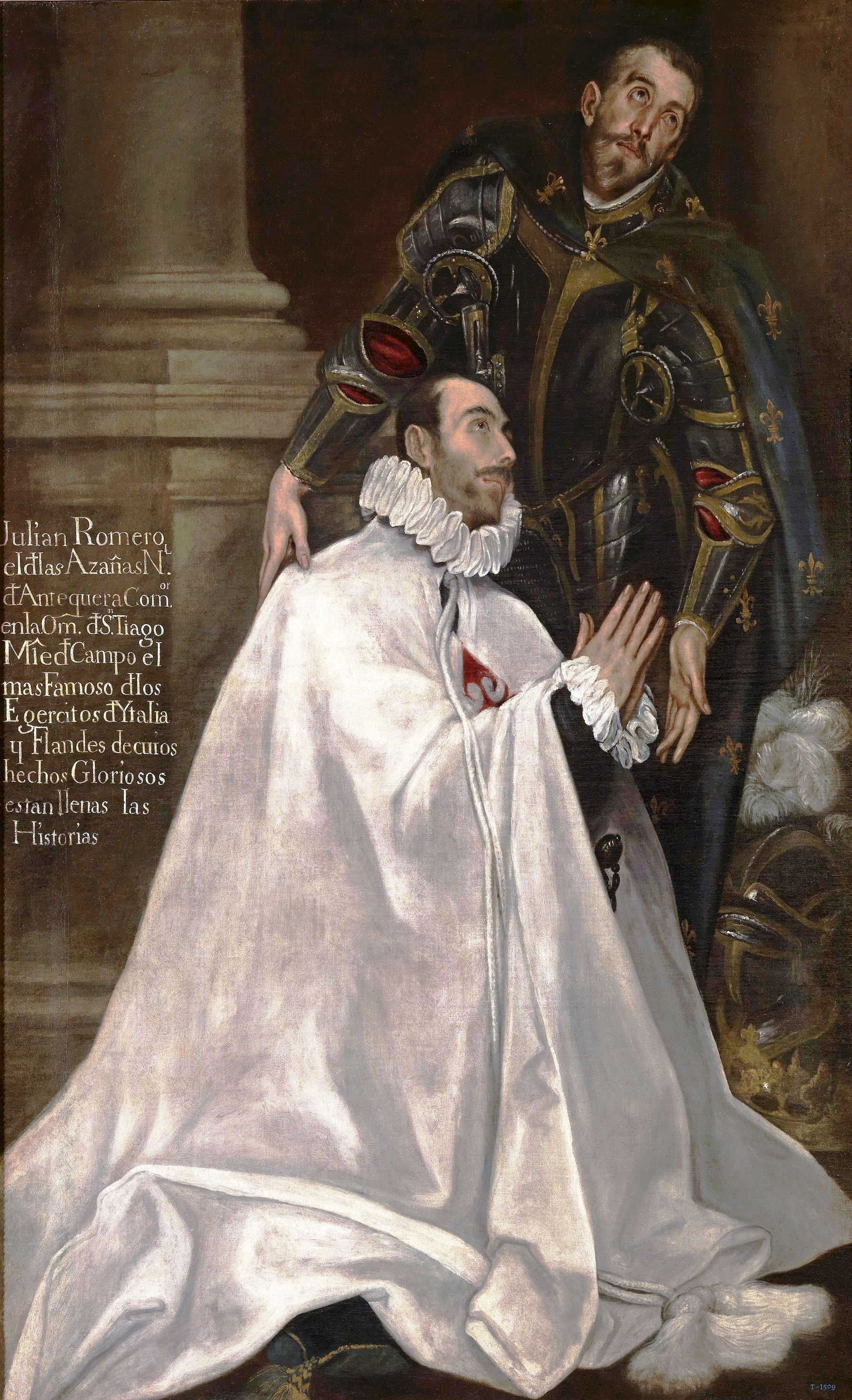
Хулиан Ромеро и его покровитель Святой Юлиан (Эль Греко).

В историю Испании Хулиан Ромеро вошёл как военным героем, не жалевший сил и жизнь за свою страну.
Comedia famosa de Julián Romero приписывают известному испанскому драматургу Лопе де Вега. Биограф Ромеро Антонио Маричалар, историк и литературный критик, считал её достоверной в некоторых отрывках. Маричалар, в частности, указывал, что комедия «богата анахроническими ошибками» и «некоторые события, о которых в ней говорится, не соответствуют биографической реальности Хулиана». По его мнению пьеса была заказана семьей Ромеро, чтобы почтить его память и была написана в период, когда дочь Лопе Марсела и Франциска Ромеро были в одном и том же монастыре, то есть между 1622 и 1629 годами. Однако авторство Лопе де Веге поставлено под сомнение.
По заказу дочери Франциски Ромеро был изображён Эль Греко между 1612 и 1618 годами. Первоначально картина располагалась в зале капитула монастыря босоногих тринитариев в Мадриде, основательницей которого была донья Франциска. Теперь картина хранится в музее Прадо.
Хосе Каньисарес посвятил ему пьесу El guapo Julián Romero (опубликована после смерти автора в 1768 году).

## Сражения
Ниже приведён неполный список войн и основных сражений, в которых участвовал Хулиан Ромеро.

| - Тунисская война (1535) - Итальянская война (1542—1546) - Англо-шотландская война (1543—1551) - Битва при Пинки (1547) - Итальянская война (1551—1559) - Битва при Сен-Кантене (1557) - Битва при Гравелине (1558) - Османо-габсбургские войны - Великая осада Мальты (1565) | - Восьмидесятилетняя война - Битва при Йеммингене (1568) - Осада Монса (1572) - Осада Харлема (1572—1573) - Осада Алкмаара (1573) - Битва при Моке (1574) - Осада Лейдена (1573—1574) - Осада Зирикзе (1576) - Разграбление Антверпена (1576) |